# Gatinha Assanhada
"Gatinha Assanhada" é um single do cantor brasileiro Gusttavo Lima, lançado em 2012. A canção é o primeiro single de seu terceiro álbum, Ao Vivo em São Paulo, e tem a composição do cantor gaúcho Gabriel Valim e de Alex Ferrari. A música também foi escolhida para fazer parte da trilha sonora da novela Salve Jorge, da Rede Globo.

## Apresentações ao vivo
No dia 14 de outubro de 2012, o cantor apresentou a música "Gatinha Assanhada" no Domingão do Faustão, juntamente com "Balada", e ambas também foram interpretadas no programa Altas Horas, no dia 27 de outubro.

## Videoclipe
O videoclipe da música foi gravado no Credicard Hall, em São Paulo, nos dias 28 e 29 de abril, e foi lançado no dia 9 de agosto. No videoclipe, o cantor aparece cercado de um grupo de bailarinas femininas.
O cantor também preparou outro videoclipe para a música "Gatinha Assanhada" durante sua turnê pela Europa. O videoclipe foi gravado em Ibiza, na Espanha, onde o cantor está num barco cercado de mulheres, e também mostra as cenas de vários shows do cantor pelo mundo. A grande diferença ficou com a mudança do estilo da música, que ganhou uma mixagem dance, com batidas eletrônicas, bem diferentes dos acordes sertanejos. A estratégia é para conquistar o mercado internacional.

## Desempenho nas paradas
| Paradas (2012)                                        | Melhor Posição |
| ----------------------------------------------------- | -------------- |
| Brasil - (Billboard Hot 100 Airplay)                  | 7              |
| Brasil - (Billboard Hot Popular Songs)                | 6              |
| Brasil - (Billboard Regional Florianópolis Hot Songs) | 1              |